# Hôpital des marins
L'hôpital des marins (Seamen's Hospital) est une ancienne structure médicale de la Royal Navy située à Hong Kong et fondée par le docteur Peter Young, chirurgien de la compagnie britannique des Indes orientales en 1843, soit juste 2 ans après la prise de possession de l'île de Hong Kong par les Britanniques.
Soutenu financièrement par la compagnie Jardine Matheson sous l'autorité de la Royal Navy, il ferme finalement en 1873 en raison de difficultés financières et est remplacé par l'hôpital royal naval.
Sur son emplacement d'origine se trouve aujourd'hui l'hôpital Ruttonjee.